# موتور جمال (بمبور الغربي)
موتور جمال (بالإنجليزية: Mowtowr-e Jamal)‏ هي منطقة سكنية تقع في إيران في سيستان وبلوتشستان. يقدر عدد سكانها بـ 116 نسمة بحسب إحصاء 2016.